# グローバルグリーンズ憲章
グローバルグリーンズ憲章（グローバルグリーンズけんしょう、Global Greens Charter）は、70カ国から派遣された800以上の代表者によって、2001年にオーストラリアのキャンベラで制定されたグローバルグリーンズの憲章。2012年にアフリカ・セネガルの首都であるダカールにて改正された。
環境保護を政策の主軸とする政党（緑の党）の連携を深めることを目的とし、6つの大目標を定めた。
- エコロジカルな知恵（英語版） ecological wisdom
- 社会正義 social justice
- 参加型民主主義 participatory democracy
- 非暴力 nonviolence
- 持続可能性 sustainability
- 多様性の尊重 respect for diversity